# Meidoornhaantje
Het meidoornhaantje (Lochmaea crataegi) is een keversoort uit de familie bladkevers (Chrysomelidae). De wetenschappelijke naam van de soort werd in 1771 als Chrysomela crataegi gepubliceerd door Johann Reinhold Forster.

## Kenmerken
De kever is slechts vier tot vijf millimeter lang. Het is meestal roodbruin, maar kan ook donkerrood zijn of de kop en het halsschild zijn donkerzwart. Het hoofd, halsschild en elytra zijn grof doorboord en haarloos of bijna kaal.
Het kop is breder dan lang, naar voren gestrekt en tussen de ogen en het pronotum worden sterk gerimpelde wangen gevormd; De elfledige antennes zijn draadachtig en overal ongeveer even dik. Ze zijn slank, maar dikker en korter dan de andere twee Midden-Europese soorten. Het derde antennesegment is slechts iets langer dan het vierde. De insteekpunten van de antennes op het hoofd liggen dichter bij elkaar en liggen op zwak ontwikkelde bultjes op het voorhoofd, van bovenaf gezien voor de ogen.
Het halsschild is aan de voorkant uitgesneden, iets breder dan de kop en veel smaller dan aan de basis. Het heeft de grootste breedte vlak voor de basis.
De dekschilden zijn aan de basis iets breder dan het halsschild. Ze kunnen ook twee donkere strepen hebben aan de bovenkant van het voorste derde deel en een langere streep van dezelfde kleur aan de zijkant. Ribben zijn hooguit heel vaag aangegeven. De epipleurae zijn licht behaard. Van bovenaf zijn de zijranden van de vleugels zichtbaar, behalve in het schoudergebied. De dekschilden zijn plat en aan het uiteinde afgerond, hoewel vrouwtjes met volwassen eieren sterk gebogen zijn vanwege de opgeblazen buik.
Alle poten zijn roodbruin bij het vrouwtje en zwart bij het mannetje. Alle tarsi zijn vierledig. Het klauwsegment is veel korter dan de overige tarsi-segmenten samen. De achterpoten zijn aan de buitenkant fijn en dicht bezaaid en zijn eveneens behaard, daardoor bijna mat. De voorste heupkassen zijn aan de achterkant open.

## Levenswijze
In Midden-Europa is het dier te vinden van april tot augustus, bij voorkeur op bloeiende meidoorn. De informatie geeft geen consistent beeld. De larven ontwikkelen zich in de bloemen of in de vruchten van de meidoorn, de verpopping vindt plaats in de grond. De soort kan merkbare bladschade op lijsterbes veroorzaken. De larven vallen de zich ontwikkelende bladeren aan en de kevers veroorzaken ook schade door zich met de bladeren te voeden. De soort wordt soms ook aangetroffen op appel- en perenbomen.

## Verspreiding
De kever is een zeer wijdverspreide soort die voorkomt van Noord-Afrika tot Centraal-Azië en Siberië, en er is ook melding gemaakt van Midden-Amerika. Binnen Europa is de kever wijdverspreid van Zuid-Europa tot Zuid-Noord-Europa.